# Varanus timorensis
Varanus timorensis, também conhecido como Lagarto-de-Timor ou Varano-arborícola-manchado, é uma espécie de lagarto varano da família varanidae, que inclui lagartos enormes como o dragão de komodo e o varano malaio. O Varanus timorensis no entanto é o menorzinho da família, com apenas 50 a 70 centímetros de comprimento. Ele é nativo da Austrália, Papua-Nova Guiné e várias ilhas da Indonésia. Esses lagartos possuem hábitos arborícolas e alimentam-se de artrópodes, répteis menores e pequenos mamíferos.